# Tzedakah

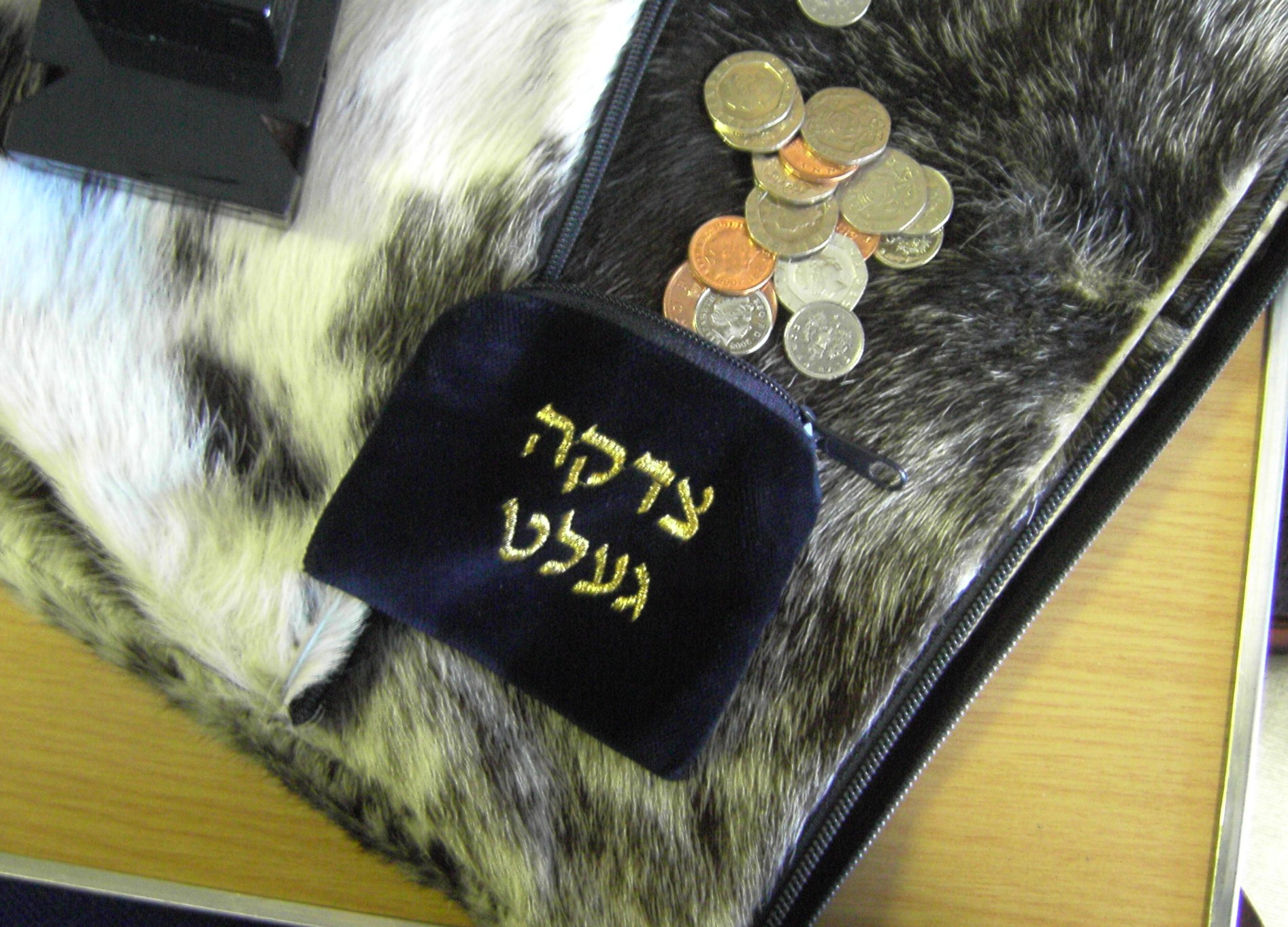
tzedakahpåse

Tzedakah är judarnas allmosor som de ger till fattiga. Traditionella judar ger tiondet till de behövande. Det finns enligt Talmud åtta olika nivåer av tzedakah.
Alla är skyldiga att göra vad man kan för att undvika att bli i behov av allmosor. Man måste ta ett jobb även om man anser att det är under sin värdighet för att undvika det.